# Arquidiócesis greco-ortodoxa de Alepo y Alejandreta

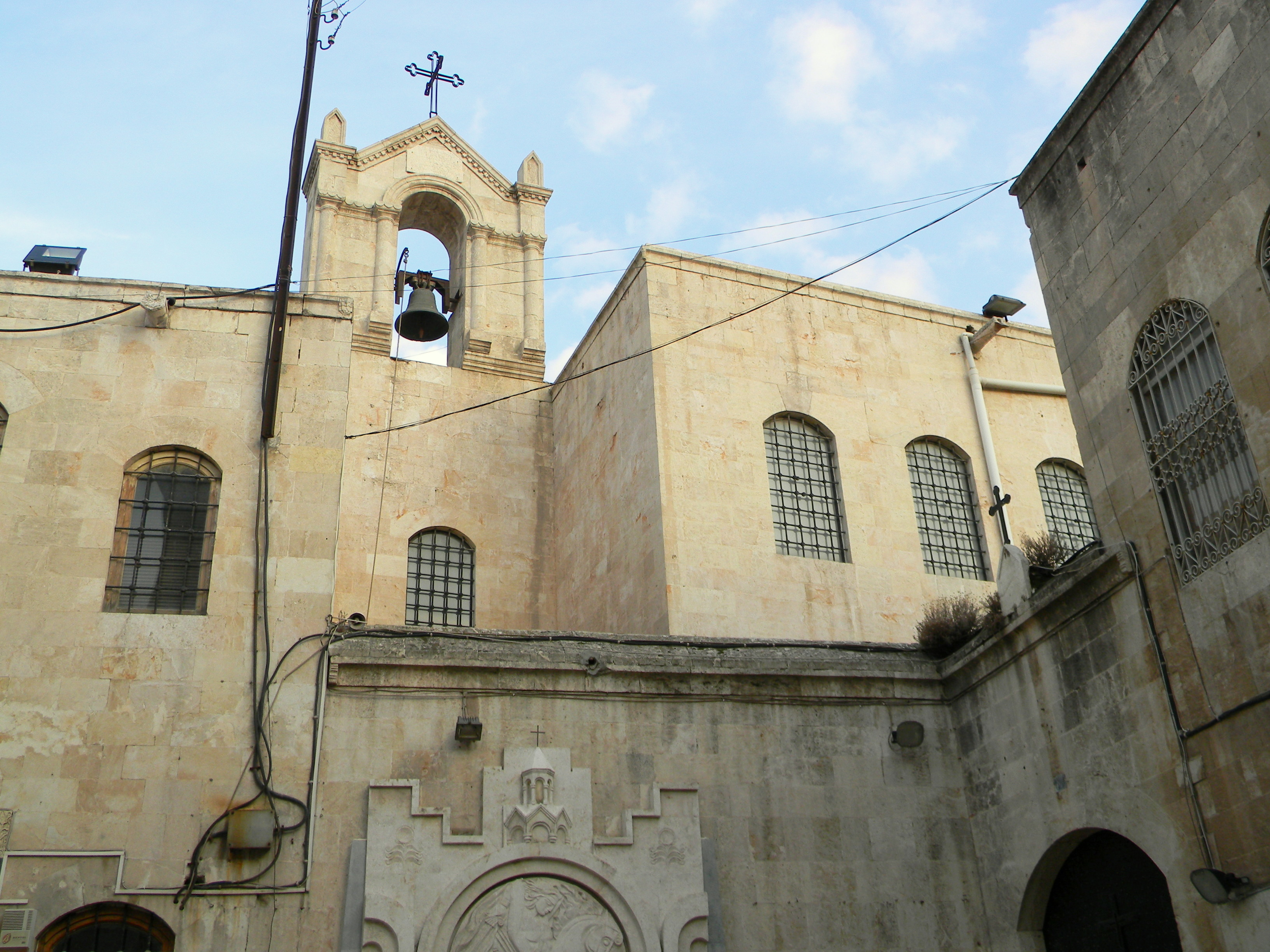
Iglesia de la Dormición de Nuestra Señora, en Alepo.

La arquidiócesis greco-ortodoxa de Alepo y Alejandreta o de Beroea, Alejandreta y dependencias (en árabe: حلب واسكندرون وتوابعهما‎) es una diócesis de la Iglesia ortodoxa perteneciente a la Iglesia ortodoxa de Antioquía, con sede en Alepo en Siria. 

## Territorio
La arquidiócesis comprende en Siria territorios de las gobernaciones de Alepo, Idlib y Al-Raqa; y en Turquía la provincia de Hatay. Limita al norte con el metropolitanato de Neocesarea (de la Iglesia ortodoxa de Constantinopla) y con la arquidiócesis greco-ortodoxa de Teodosiópolis; al este con la arquidiócesis greco-ortodoxa de Amida; al sur con las arquidiócesis de Homs y Hama; y al oeste con la arquidiócesis greco-ortodoxa de Latakia, el mar Mediterráneo y arquidiócesis greco-ortodoxa de Tarso y Adana.
En Alepo se encuentra la catedral de San Elías el Profeta y las iglesias de Nuestra Señora de la Dormición, Santos Pedro y Pablo, y San José (coadministrada con la Iglesia greco-melquita católica).
En Hatay la escasa población ortodoxa antioquena se agrupa en 6 comunidades:
- Antakya Ortodoks Kilisesi, en la ciudad de Antioquía (en turco: Antakya). Se centra en la iglesia de San Pedro y San Pablo (Aziz Pavlus Ortodoks Kilisesi).
- İskenderun Ortodoks Kilisesi, en la ciudad de Alejandreta (en turco: İskenderun). Se centra en la iglesia de San Nicolás (Aziz Nikola Ortodoks Kilisesi).
- Samandağ Ortodoks Kilisesi, en Samandağ hay 3 iglesias en funcionamiento y 2 sacerdotes que sirven a una congregación de aproximadamente 2400 personas.[2] En Samandağ se halla la iglesia de San Jorge (Mar Circus Ortodoks Kilisesi) y en Kusalanı la iglesia de la Virgen María (St. Meryem Ana Ortodoks Kilisesi).
- Altınözü Sarılar Mahallesi Ortodoks Kilisesi, en la aldea de Altınözü se centra en la iglesia de San Jorge (Mar Circus Ortodoks Kilisesi).
- Altınözü Tokaçlı Köyü Ortodoks Kilisesi, en la aldea de Tokaçlı se centra en la iglesia de la Virgen María (Maria Ana Rum-Ortodoks Kilisesi).
- Arsuz Ortodoks Kilisesi, en la ciudad de Arsuz se centra en la iglesia de San Juan (Mar Yuhanna Rum Ortodoks Kilisesi).

Aunque la comunidad de Mersin se halla fuera de la jurisdicción de la arquidiócesis greco-ortodoxa de Alepo y Alejandreta, al permanecer vacante la arquidiócesis greco-ortodoxa de Tarso y Adana la comunidad es agrupada con las de Hatay:
- Mersin Ortodoks Kilisesi, en la ciudad de Mersin. Se centra en la iglesia de los Arcángeles Gabriel y Miguel (Başmelekler Mihail ve Cebrail Ortodoks Kilisesi).

## Historia
La comunidad melquita de Alepo es una de las más antiguas de la región. La eparquía de Berea o Beroea (antiguo nombre de Alepo) se remonta al siglo IV. Hay varios obispos conocidos de esta sede. El primero conocido es Eustacio de Antioquía, quien, entre fines de 324 o principios de 325, se convirtió en patriarca de Antioquía. Esta transferencia fue aprobada en el Concilio de Nicea I en 325.
Probablemente Eustacio fue sucedido por Ciro, quien sufrió la persecución del emperador Constancio II por su lealtad a la fe católica.
Como todos los centros episcopales de la provincia romana de Siria, dependía directamente del patriarca de Antioquía, que la elevó, como muchas otras diócesis de la provincia, al rango de sede arzobispal en el siglo IV.
Después del Sínodo de Seleucia en 359, Melecio fue transferido a Berea desde la sede de Sebastea y al año siguiente se convirtió en patriarca de Antioquía. El obispo Anatolius participó en el Concilio de Antioquía en 363.
Teodoto, un amigo de san Basilio, gobernó la sede de Berea durante las persecuciones del emperador Valente. A él siguió Acacio de Beroea (379-433), que gobernó la sede durante más de cincuenta años: estuvo presente en el Concilio de Constantinopla en 381 y en el de Éfeso en 431, donde apoyó el partido de Nestorio contra Cirilo de Alejandría. Theoctistus lo sucedió en 438, participó en el Concilio de Calcedonia en 451 y firmó la carta de los obispos de Siria Primera al emperador León (458). Se conocen dos cartas de Theodoret de Cirrus dirigidas a Theoctistus.
Según la crónica de Denis de Tell-Mahre, el obispo de Berea, Antonino, fue exiliado por el emperador Justino I en 518, por haberse negado a reconocer las decisiones de Calcedonia. El último obispo conocido es Megas, quien asistió al sínodo convocado a Constantinopla por el patriarca Menas en 536. La única Notitia Episcopatuum que se conoce del patriarcado de Antioquía es la Notitia Antiochena, que data de la segunda mitad del siglo VI y fue elaborada por el patriarca Anastasio de Antioquía (quien gobernó el patriarcado dos veces entre 559 y 570 y entre 593 y 598). Fue publicada en 1884 en Estambul por M. Papadopoulos-Kerameus. La Notitia menciona la existencia de la arquidiócesis de Beroea.
Alepo formó parte del Imperio bizantino hasta su pérdida a manos de los árabes en 637. Previamente, los persas sasánidas invadieron y controlaron Siria brevemente a principios del siglo VII. En el siglo X volvió a los bizantinos (entre 974 y 987). La catedral de Alepo permaneció en manos melquitas después de la conquista árabe en 637 hasta que fue transformada en mezquita en 1124. Durante las cruzadas en 1147 fue nuevamente catedral. Los cruzados la asediaron en dos ocasiones, en 1098 y en 1124, pero nunca la conquistaron. El 11 de octubre de 1138, la ciudad fue devastada por un terremoto, dejando cifras de 230 000 muertos. Pasó a manos de Saladino y se mantuvo en poder de los árabes hasta su toma por los mongoles en 1260. Fue disputada por mongoles y mamelucos hasta su control por estos en 1280.
La ocupación y masacre de Alepo por los mongoles y tártaros de Tamerlán en 1400 condujo a la persecución de la comunidad cristiana de la ciudad y la diócesis desapareció en el siglo XIV. Fue solo en el siglo XVI que retomó la vida cristiana y la estructura eclesiástica a Alepo, cuando comenzaron a regresar a la ciudad y se reorganizaron después de la entrada del sultán otomano Selim en 1516. El obispo Grégoire bin Fudayl fue elegido en 1541 continuando desde entonces la serie. 
La archieparquía greco-católica de Alepo nació oficialmente de la división que tuvo lugar en 1724 entre la comunidad que declaró formalmente la unión con la Iglesia de Roma y la comunidad que en cambio permaneció bajo la influencia de Constantinopla. Ya anteriormente, la comunidad ortodoxa griega de Alepo había mostrado simpatía por el catolicismo y algunos obispos personalmente habían hecho una profesión de fe católica: entre ellos Gregorio en 1698, Genadio en circa 1700 y Gerásimo, el primer obispo con quien comienza la serie actual de archieparcas alepinos católicos en 1724. En 1700 el patriarca de Alejandría Gerásimo Pallade menciona la existencia de la diócesis de Alepo. En 1715 el patriarca de Jerusalén Crisanto mencionó en un Syntagmation la jerarquía melquita dependiente del patriarca de Antioquía y metropolitano de Damasco pocos años antes de la división del patriarcado, citando a: la metrópolis de Beroea de Siria (Alepo), exarca de Siria I y locum tenens de Hierápolis de Eufratensis.
La facción ortodoxa quedó bajo dependencia del patriarca de Constantinopla y el 16 de junio de 1727 fue restaurada la diócesis, siendo designado Gregorio, el metropolitano de Heraclea, para continuar la serie ortodoxa que en la actualidad es la arquidiócesis greco-ortodoxa de Alepo y Alejandreta. Los conflictos en la diócesis continuaron hasta que en noviembre de 1757 pasó a la jurisdicción del patriarcado de Constantinopla. Ese año la catedral de Alepo pasó a manos ortodoxas y los metropolitanos católicos de Alepo debieron refugiarse en el Líbano hasta 1825. Hasta 1830 los otomanos no los diferenciaron de los ortodoxos. En 1888 fue restablecida la autocefalía del patriarcado de Antioquía, volviendo a ser Alepo una de sus diócesis, que es mencionada en 1900 como arquidiócesis de Alepo.
En 1850 se produjo la masacre de Alepo, cuando los cristianos fueron masacrados por musulmanes y el barrio cristiano de Jdeydeh completamente destruido.
A consecuencia de la Primera Guerra Mundial se produjo una gran inmigración de cristianos ortodoxos que huían de las masacres del Imperio otomano. Alejandreta y otras ciudades que permanecieron como parte de Turquía, fueron vaciadas de ortodoxos. Muchos de ellos se establecieron en Alepo, otros huyeron al Líbano y muchos emigraron a diversos países. A la caída del Imperio otomano, Alepo pasó a la administración colonial francesa, pero por el Tratado de Lausana de 1923 la mayor parte de la provincia de Alepo se hizo parte de Turquía con la excepción de Alepo y de Alejandreta. Esta última volvió a Turquía con Antioquía en 1939. 
Posteriormente tuvo lugar una inmigración desde las pequeñas ciudades a las grandes urbes de Siria. Para fines del siglo XX la población ortodoxa de Alepo provenía principalmente de tres fuentes: los originarios de la ciudad, los descendientes de inmigrantes de áreas turcas y los inmigrantes de pequeñas poblaciones, principalmente de Wadi Al-Nasara.
La catedral de Elías el Profeta fue construida a fines del siglo XX y consagrada el 17 de diciembre de 2000 en reemplazó a la histórica iglesia de la Dormición de Nuestra Señora. La población cristiana de Alepo disminuyó drásticamente a causa de la guerra civil siria luego de que fuerzas rebeldes invadieran parte de la ciudad en junio de 2012. El 22 de abril de 2013 el arzobispo Paul (Yazigi) fue secuestrado por el Movimiento Nour al-Din al-Zenki en la catedral de Alepo. Se presume que fue asesinado en diciembre de 2016. Muchas iglesias fueron destruidas, entre ellas la iglesia de la Dormición de Nuestra Señora, que fue dañada por una explosión el 28 de abril de 2015. Alepo permaneció dividida hasta que el 12 de diciembre de 2016 fue completamente recuperada por el Gobierno sirio. 

## Cronología de los obispos

### Obispos de la sede antigua
- San Eustacio † (?-324/325 elegido patriarca de Antioquía)
- Ciro † (después de Eustacio)
- Melecio † (circa 359-circa 360 elegido patriarca de Antioquía)
- Anatolio † (mencionado en 363)
- Teodoto † (mencionado circa 370)
- Acacio † (antes de 381-después de 431)
- Teoctisto † (mencionado en 438-después de 458)
- Antonino † (?-518 exiliado)
- Megas † (mencionado en 536)

### Obispos ortodoxos desde elsigloXVIhasta el cisma de 1724
- Gregorio bin Fudayl (elegido en 1541-probablemente murió en 1582).[13]
- Macario bin Khalaf al-Sajati (1582-1597).
- Simeón, obispo de Marmarita (1597-1612). Se hizo cargo de la diócesis porque los alepinos estaban divididos entre dos candidatos.
- Macario Karma (1612-1634) En 1634, fue elegido patriarca y tomó el nombre de Eutimio III de Antioquía. Murió el 1 de enero de 1635.
- Macario al-Zaïm (27 de octubre de 1635-12 de noviembre de 1647). Dejó su diócesis para ser elegido patriarca de Antioquía. Tomó el nombre de Macario III.
- Metrofán (21 de noviembre de 1647-13 de septiembre de 1659). Es el sacerdote Michel bin al-Qassis Bechara al-Halabi.
  - Sede vacante (13 de septiembre de 1659-12 de junio de 1670). La diócesis fue dirigida por el patriarca Macario al-Zaim.
- Macario al-Bayassi (12 de junio de 1670-circa 1685).
- Serafín, mencionado por Chrisostomos Papadopolos como filo latino.[14]
  - Atanasio III Dabbas (1685-1724), patriarca contestado, se hizo cargo de la diócesis de Alepo.

### Obispos griegos desde 1724
- Gregorio de Heraclea (16 de junio de 1727-13 de abril de 1730) se hizo cargo de la diócesis después de su transferencia bajo la jurisdicción del patriarca ecuménico.[15]
- Máximo Hakim, filocatólico, se hizo cargo de la diócesis, que se volvió autónoma, independiente de los patriarcas de Antioquía y Constantinopla (4 de mayo de 1732-1746)
- Genadio de Alepo (1746-1749) fue expulsado por los alepinos.
- Sofronio al-Killizi, obispo de Acre fue transferido a Alepo (6 de noviembre de 1750-18 de enero de 1753).
  - Período de conflicto, la diócesis está de vez en cuando en manos de Máximo Hakim, un obispo filocatólico.
- Filemón, protosincelo del metropolitanato de Derkos (noviembre de 1757-28 de abril/9 de mayo de 1766). Elegido patriarca ortodoxo de Antioquía.
- Neófito (1 de abril de 1767-1812), depuesto por el patriarca de Constantinopla.
- Gerásimo, designado en 1813 por Constantinopla. Fue bajo su obispado que tuvieron lugar los conflictos entre católicos y ortodoxos de Alepo en 1818.
- Cirilo I de Alepo
- Teoctisto: en 1834, tradujo las homilías de Juan Crisóstomo al árabe.
- Cirilo II (1844-1866)
- Sofronio
- Timoteo (1871-1873)[16]
- Gerásimo
- Nectario (Iordanidis) (1892-1900), último obispo griego

### Arzobispos árabes
- Epifanio Samra (1902-1903)
- Esteban Khalil (1903-1910)
- Rafael Nimr (1912-1950)
- Elías Mouawad (1950-1970), elegido patriarca ortodoxo de Antioquía en 1970.
- Elías Youssef (1971-2000)
- Paul Yazigi (desde 2000). Fue secuestrado el 22 de abril de 2013[17] y probablemente asesinado en diciembre de 2016.
  - Probablemente vacante desde 2016
  - Archimandrita Moses Alkhassi (vicario general)